# Spilogale pygmaea
Spilogale pygmaea (плямистий скунс карликовий) — ссавець родини скунсових.

## Опис
Spilogale pygmaea найменший хижак Мексики й один з найменших у світі, його вага близько 200 гр, але досягає 320 гр. Голова і тіло довжиною від 12 до 35 см, хвіст довжиною від 7 до 12 см. Основний колір хутра чорний з білими плямами на лобі і характерними 2-6 білими смужками на спині і боках. Ці смуги стають плямами з наближенням до хвоста. Хвіст короткий і, як правило, має біле волосся. Має дві великі запахові залоз в періанальній області. Зубна формула: 
| Зубна формула   |
| --------------- |
| I 3 C 1 P 3 M 1 |
| I 3 C 1 P 3 M 2 |

## Проживання, поведінка
Spilogale pygmaea — ендемік тихоокеанського узбережжя Мексики. Зустрічається на висоті 0—1630 метрів, але найчастіше нижче 350 метрів. Населяє листопадні тропічні ліси, напіввічнозелені ліси і пустельні чагарники. Spilogale pygmaea — нічний вид, що робить нори під землею або в упавших колодах, серед скель, або просто під покривом густої рослинності. Поживою є з комахи, павуки, птахи, яйця, дрібні ссавці і деякі фрукти і насіння.

## Відтворення
Спарювання відбувається зазвичай в період між вереснем і жовтнем. Через затримку імплантації вагітність триває до весни. Самиці народжують 3-6 дитинчат у виводку. Молодь забарвлюється в остаточний колір за 21 день, відкриває очі за 32 дні, може розпорошувати мускусний запах на 46 день, відлучається від годування молоком через два місяці, досягає дорослого розміру в 15 тижнів. Досягають статевої зрілості до осені.